# Gardens by the Bay

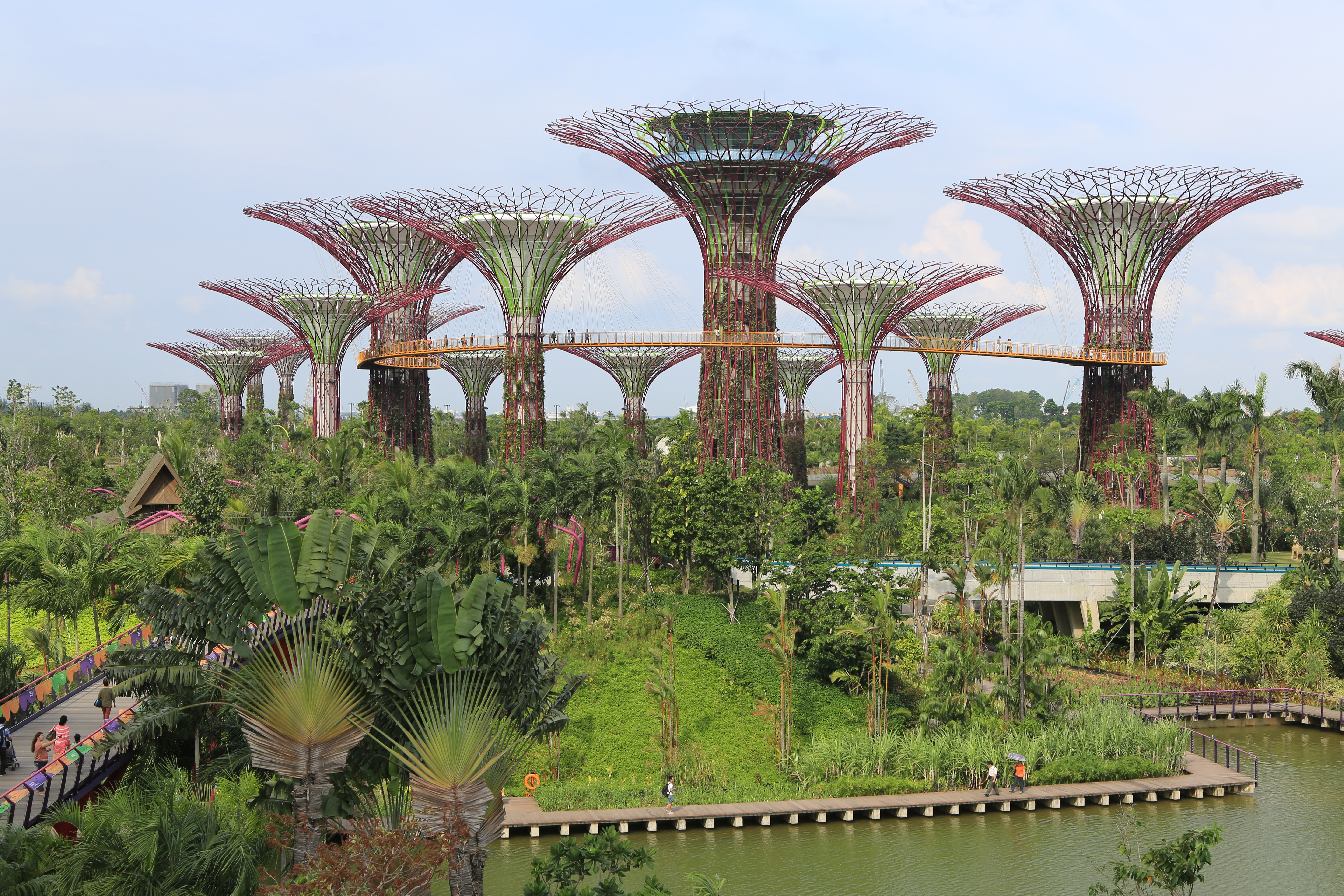
Super-copacii din Gardens by the Bay

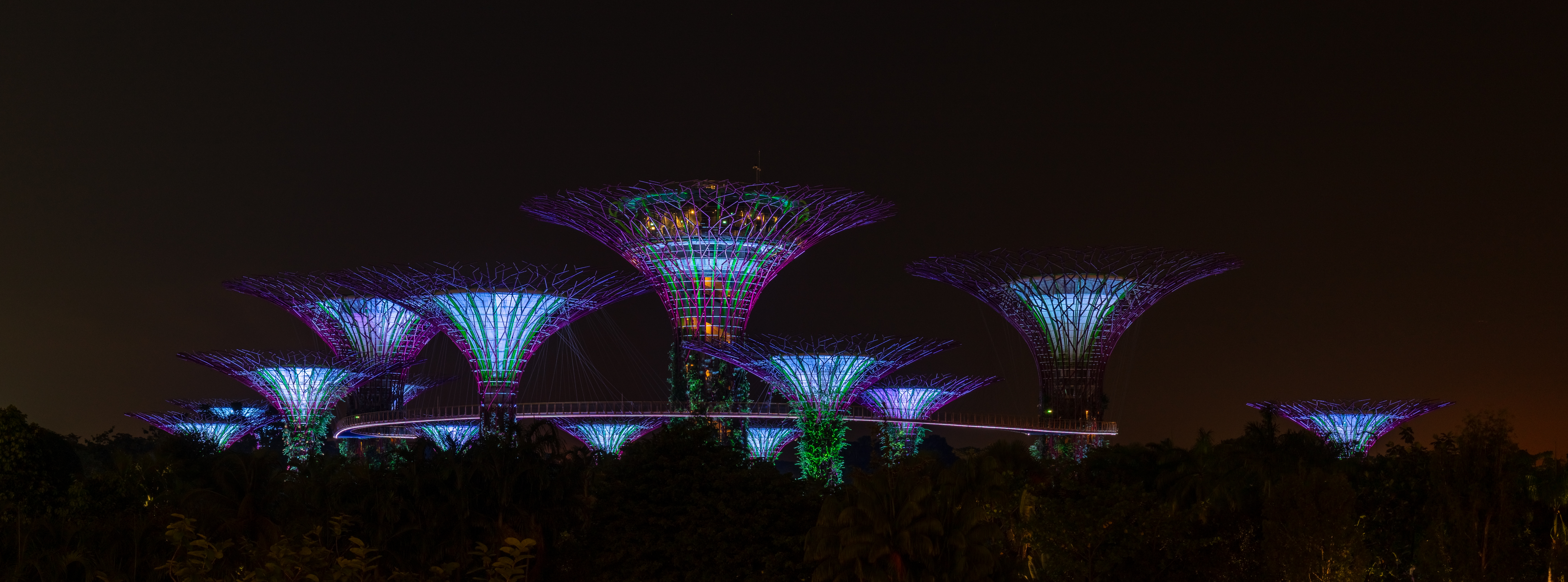
Viziune nocturnă

Gardens by the Bay este un parc situat în centrul orașului Singapore pe o suprafață de 101 hectare.
Prin acest proiect, guvernul și-a propus să transforme metropola într-un oraș-grădină, în scopul creșterii calității vieții dar și a aspectului florei locale.
Conceptul general are la bază forma florii de orhidee, plante reprezentative pentru acestă regiune.
Parcul este format din trei grădini, Bay South Garden, Bay East Garden și Bay Central Garden, situate în vecinătatea mării.
Proiectul a fost dat publicității în august 2005 de către premierul Lee Hsien Loong și a fost realizat de mai multe firme de arhitectură și design: Wilkinson Eyre Architects, Atelier Ten și Atelier One, iar realizarea acestuia a costat peste un miliard de dolari.